# University of Chicago
University of Chicago er et amerikansk universitet grundlagt i 1890. Det ligger i Chicago, Illinois.
Universitetet blev grundlagt i 1890 af forretningsmanden John D. Rockefeller og blev bygget cirka 10 km fra Chicagos centrum. Antallet af studenter er omkring 15 000, hvoraf ca. en en tredjedel læser på grundniveau. Universitetet er velkendt for sin forskning inden for mange forskningsfelter, bl.a. arkæologi, astronomi, økonomi, international politik, fysik, jura og medicin. Udover uddannelserne driver universitetet et hospital, University of Chicago hospitals og et bogforlag, University of Chicago Press. Universitetets økonomiske institut har en stærk tradition indenfor bl.a. nyklassisk økonomi, der går under betegnelsen Chicagoskolen.
Et stort antal Nobelpriser er uddelt til universitetets forskere. Frem til 2023 havde 99 prismodtagere haft en tilknytning til universitetet, inklusive tidligere studenter og gæsteforelæsere.
Universitetet rangeres i top ti på forskellige internationale lister over forskningsinstitutioner.